# Стеклопластиковые трубы

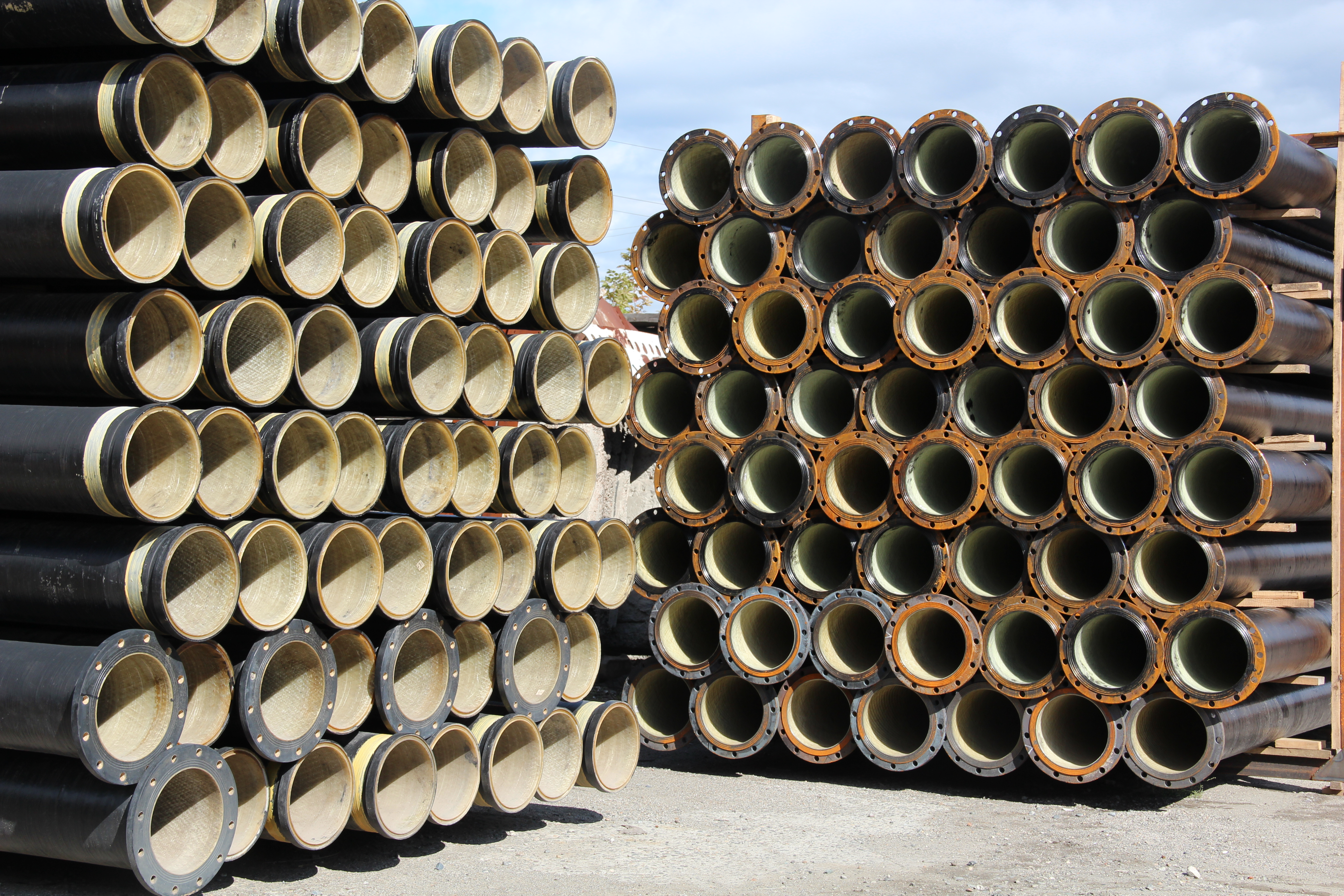
Трубы стеклопластиковые для дегазации угольных шахт

Стеклопластиковые трубы — трубы, выполненные из стеклопластика. Применяются как для транспортировки по ним различных сред, так и в качестве конструкционных элементов (опор, колонн, перекладин, оболочек).

## История
Появление и выпуск стеклопластиковых труб стали возможными в середине 1950-х годов, когда был освоен промышленный выпуск термореактивных связующих (прежде всего — эпоксидных смол) и стеклянных волокон. Уже тогда стали очевидными преимущества этих труб: малая масса и высокая коррозионная стойкость. Однако, в указанный период завоевать какую-либо долю рынка трубной продукции они ещё не могли по причине низкой цены на «традиционные» трубные материалы: сталь (в том числе нержавеющую) медь и алюминий. В середине 1960-х годов ситуация начала меняться. Во-первых, резко подорожали легированная сталь и алюминий. Во-вторых, начало добычи нефти на морских шельфах и в труднодоступных районах суши потребовало применения легких и коррозионно стойких труб. В-третьих, технологии производства стеклопластиковых труб были усовершенствованы, а характеристики продукции улучшены. В эти годы фирма Ameron (США) освоила крупносерийный выпуск стеклопластиковых труб высокого давления (до 30 МПа) для нефтепромыслов. Трубы имели коммерческий успех и в США появилось множество производителей стеклопластиковой продукции. В 1970-х годах на нефтепромыслах Северной Америки и Ближнего Востока стеклопластиковые трубы производства США получили широкое распространение.
В 1980-х годах интерес к стеклопластиковым трубам появился во всех промышленно развитых странах. Их производство и применение освоили в Европе, Японии, Тайване. Начались эксперименты по применению стеклопластиковых труб и в СССР.

## Технологии производства

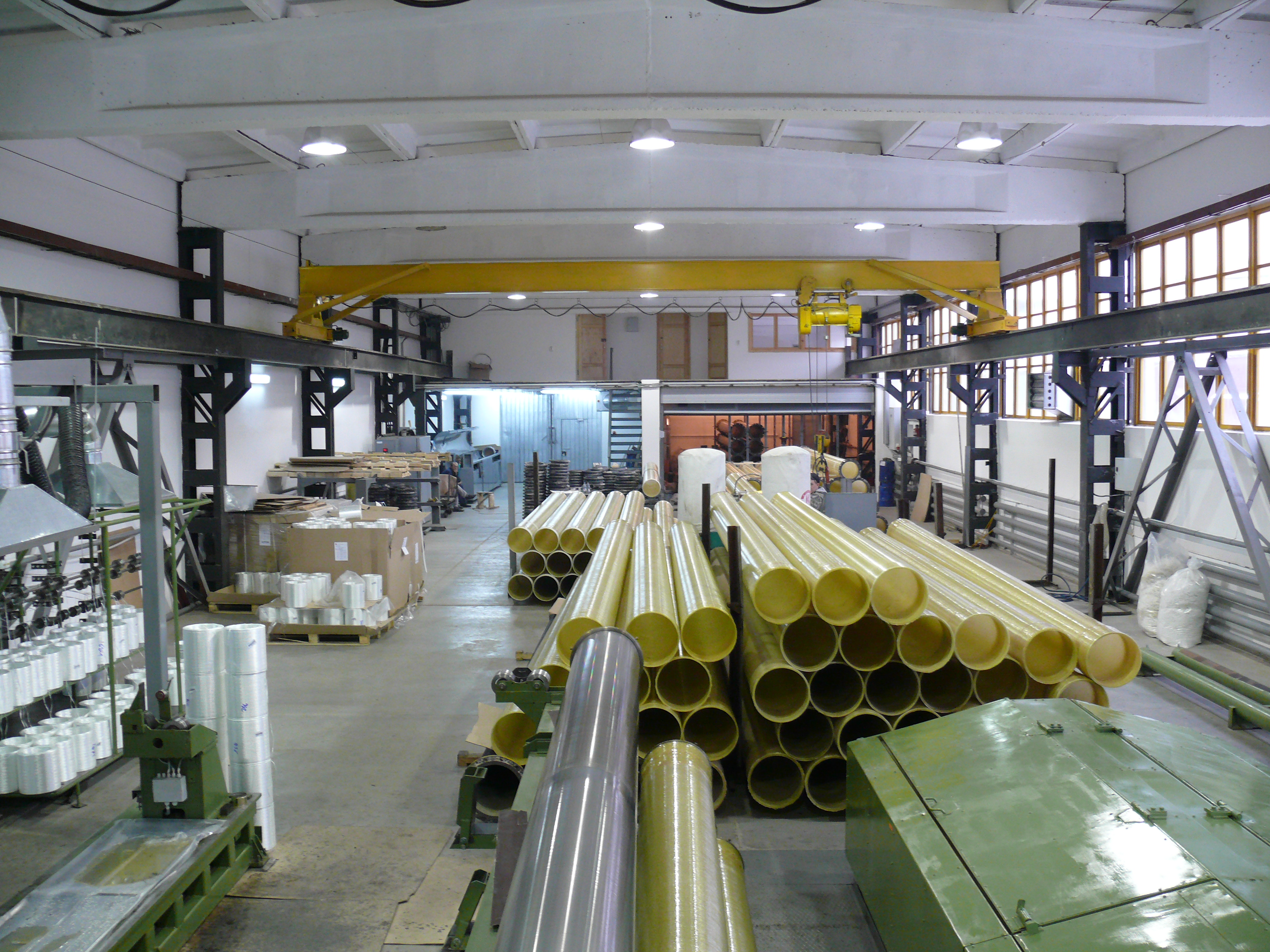
Цех по производству стеклопластиковых труб

По состоянию на 2020 год известны пять принципиально отличающихся технологий производства стеклопластиковых труб:
- Намотка пропитанной связующим стеклянной арматуры на наружную поверхность технологической оправки (мандрели);
- Центробежное литье;
- Центробежное формование из препрега на внутренней поверхности технологической оправки (формы);
- Пултрузия в зазоре между наружной и внутренней оправками;
- Экструзия связующего, наполненного в объеме рубленным стеклянным волокном.

### Намотка
Технология намотки (навивки) наиболее проста по реализации и обеспечивает высокую производительность. Намотка может быть как периодической так и непрерывной. Технология намотки обеспечивает высокое качество внутренней поверхности трубы за счет её формования на наружной поверхности оправки, но качество наружной поверхности низкое по причине отсутствия снаружи формообразующих элементов. Для труб, используемых для транспортировки жидкостей и газов последнее обстоятельство не принципиально.
Известна намотка с использованием термореактивных (полиэфирные, эпоксидные, фенолформальдегидные и др. смолы) и термопластичных (полипропилен, полиэтилен, полиамид, полиэтилентерефталат и др.) полимерных связующих. При использовании термопластичных связующих возможны одностадийные и двухстадийные технологии намотки. При использовании одностадийной технологии процесс совмещения (пропитки) волокнистого наполнителя термопластичным связующим и намотка на оправку происходят последовательно на одной и той же технологической установке. При использовании двухстадийной технологии сначала в результате операции совмещения получают предварительно пропитанный материал (препрег) в виде нити, ленты, стренги. Затем полученный препрег снова разогревают и наносят на оправку.
Известно множество способов укладки армирующих стеклянных волокон, но промышленное применение нашли спирально-кольцевой, спирально-ленточный, продольно-поперечный и косослойный продольно-поперечный способы.

##### Спирально-кольцевая намотка

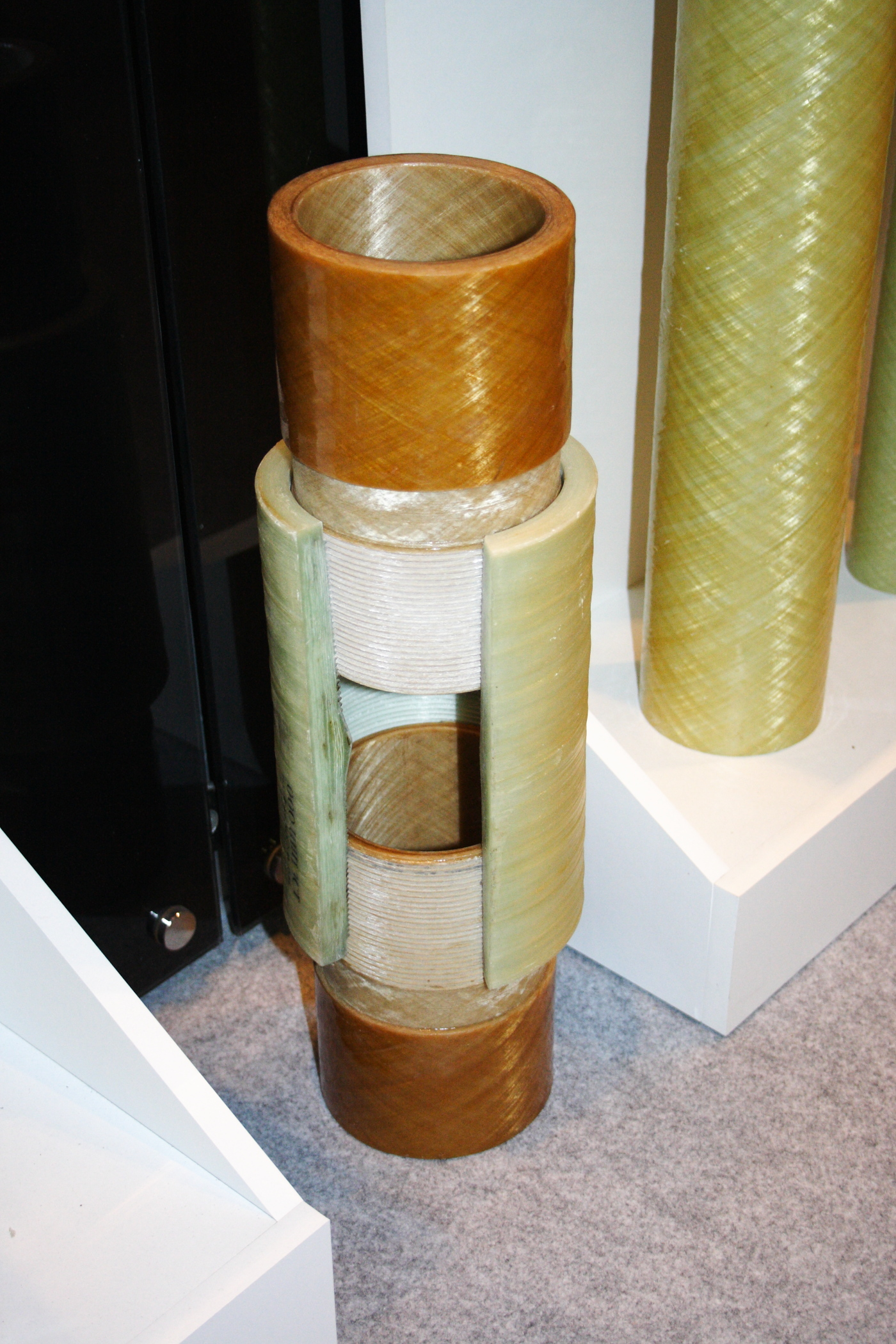
Фрагменты труб, полученных спирально-кольцевой намоткой. Хорошо видны волокна, уложенные вдоль винтовых линий

Способ впервые предложен и реализован фирмой Ameron (США) в 1960-х года для производства стеклопластиковых насосно-компрессорных труб. При спирально-кольцевой намотке (СКН) укладчик, представляющий собой кольцо с равномерно расположенными по окружности фильерами движется возвратно-поступательно вдоль оси вращающейся оправки. Такое движение обеспечивает укладку непрерывных на всей длине волокон с равным шагом вдоль винтовых линий . Варьируя соотношение скорости вращения оправки и поступательного движения укладчика можно изменять угол укладки волокон. На концевых участках трубы в зоне реверсирования укладчика угол укладки волокон уменьшают таким образом, чтобы они удерживались на поверхности оправки силами трения. За счет этого волокна сохраняют натяжение, приданное им укладчиком и после отверждения связующего арматура трубы становится напряженной, что улучшает физико-механические свойства изделия.
К достоинствам спирально-кольцевой намотки относятся:
- высокая производительность по причине укладки за один проход большого количества волокон;
- высокая прочность получаемых труб;
- возможность получения равной прочности в кольцевом и осевом направлениях;
- высокое значение осевого модуля упругости;
- за счет предварительного натяжения арматуры связующее хорошо переносит растягивающие нагрузки без растрескивания;
- возможность формирования со сложной формой образующего сечения, а также труб переменного диаметра;
- возможность укладки стеклоровингов, состоящих из большого количества элементарных волокон (свыше 2400 текс);
- при использовании разборной или разрушаемой оправки возможность формирования замкнутых оболочек (баллонов, корпусов ракетных двигателей).

По причине указанных преимуществ спирально-кольцевая намотка получила широкое распространение при изготовлении труб высокого давления (в частности насосно-компрессорных труб), конструкционных труб, композитных опор ЛЭП, корпусов ракетных двигателей твердого топлива.
Тем не менее данная технология имеет свои недостатки:
- высокая сложность оборудования;
- большая масса укладчика в сочетании с его быстрым возвратно-поступательным движением приводит к повышенным нагрузкам на приводы и направляющие механизмы;
- сложность зарядки стекловолокна в нитепроводящий тракт;
- значительное увеличение числа (до нескольких сот и даже тысяч) укладываемых волокон при намотке труб большого диаметра, что обуславливает необходимость применения большого количества фильер и других элементов нитепроводящего тракта;
- по причине необходимости реверсивного движения укладчика относительно оправки спиральный способ мало пригоден для непрерывной намотки.

По причине указанных недостатков спирально-кольцевая намотка редко применяется для производства труб большого диаметра.

##### Спирально-ленточная намотка
По принципу спирально-ленточная намотка (СЛН) не отличается от спирально-кольцевой, однако укладчик формирует лишь узкую ленту, состоящую из нескольких десятков волокон. Сплошность армирования обеспечивается многократными проходами укладчика. Такая технология проще спирально-кольцевой и позволяет формировать трубы больших диаметров, но имеет ряд недостатков:
- производительность способа существенно ниже по причине необходимости большого количества проходов укладчика;
- укладка волокон неравномерная и рыхлая, что ухудшает физико-механические характеристики труб.

Тем не менее, спирально-ленточная намотка имеет широкое распространение в производстве труб общего назначения низких и средних давлений.

#### Продольно-поперечная намотка
При продольно-поперечной намотке (ППН) волокна, армирующие трубу в продольном и поперечном направлениях укладываются независимо друг от друга. При этом нет необходимости в реверсивном движении укладчика и такой способ пригоден для реализации непрерывной намотки. 
К достоинствам ППН следует отнести:
- высокую производительность;
- возможность изменять соотношение кольцевой и осевой арматуры в более широких пределах, чем при спиральных способах;
- возможность реализации непрерывной намотки;
- непрерывность осевых волокон и возможность их натяжения, в результате чего физико-механические характеристики труб получаются не хуже чем при спиральных способах.

Недостатки ППН:
- Необходимость применения вращающегося укладчика продольных волокон, что усложняет оборудование;
- В случае больших диаметров труб необходимость размещения большого числа катушек с волокнами во вращающемся укладчике.

Продольно поперечная намотка нашла широкое применение в поточном производстве стеклопластиковых труб малых диаметров (до 75 мм).

#### Косослойная продольно-поперечная намотка

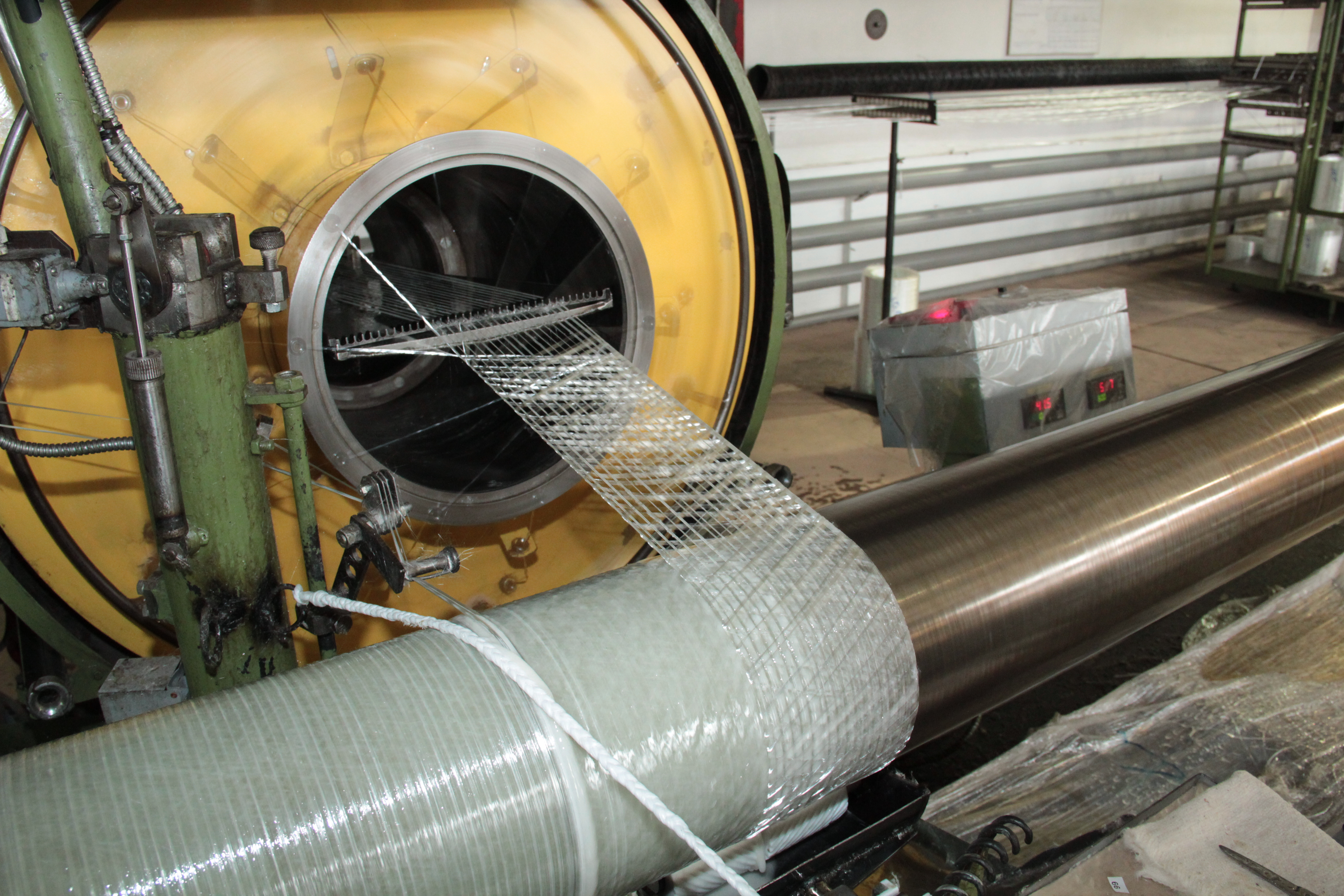
Косослойная продольно-поперечная намотка

Технология была разработана в СССР в Харьковском авиационном институте для массового производства стеклопластиковых корпусов реактивных снарядов. За пределами России и Украины малоизвестна. В России — наоборот, была широко распространена до середины 2000-х годов. При косослойной продольно-поперечной намотке (КППН) укладчиком формируется псевдолента, состоящая из параллельного пучка пропитанных связующим волокон, наматываемого под небольшим углом на поверхность оправки (образуя кольцевую арматуру), который предварительно обматывается непропитанными волокнами, образующими после укладки осевую арматуру. Псевдолнента укладывается на оправку с нахлестом на предыдущий виток. После укладки на оправку слои псевдоленты прикатываются роликами, наружная поверхность которых имеет винтовые линии. Прикатка роликами уплотняет слой арматуры, удаляя лишнее связующее. В результате этого укладка волокон получается очень плотной, а слой связующего между ними имеет минимальную толщину, что положительно сказывается на прочности стеклопластика и снижает его горючесть. Благодаря прикатке удается получить содержание стекла в отвержденном стеклопластике 75—85% по массе — результат недостижимый для других способов (СКН дает содержание стекла порядка 65—70%, а СЛН и ППН — 45—60%). Варьируя нахлест, можно изменять толщину стенки трубы, укладываемую за один проход. Такой способ позволяет реализовывать непрерывную намотку, а также намотку труб большого диаметра малым числом одновременно укладываемых волокон.
К достоинствам КППН следует отнести:
- очень высокую производительность, особенно при намотке труб больших диаметров (свыше 150 мм);
- возможность намотки труб сколь угодно больших диаметров (теоретически — до бесконечности);
- возможность непрерывной намотки;
- очень высокую плотность укладки волокон;
- низкую горючесть полученного стеклопластика;
- возможность варьирования в широких пределах соотношения кольцевого и осевого армирования;
- отсутствие сплошной осевой арматуры, что улучшает диэлектрические свойства стеклопластика.

К недостаткам КППН относятся:
- возможность межслойного растрескивания, что не позволяет создавать по данной технологии трубы высокого давления;
- использование прикаточных роликов осложняет применение быстрозатвердевающих связующих;
- отсутствие предварительного натяжения осевой арматуры снижает модуль упругости стеклопластика.

#### Намотка стеклотканью
Намотка стеклотканью используется сравнительно редко, по причине более высокой стоимости стеклоткани по сравнению с неткаными волокнами. По технологическим свойствам намотка стеклотканью близка к КППН и иногда используется для мелкосерийного изготовления крупногабаритных труб.

### Центробежное формование
В 1957 году в швейцарском городе Базель,  зародилась идея, использовать  центробежное литье для производства стеклопластиковых труб (CC-GRP — Centrifugally Cast Glassfiber Reinforced Plastic).  Данная технология была впервые разработана, применена и получен патент компанией  HOBAS
При этом способе материалы, составляющие стенку трубы,  подаются фидером, управляемым цифровым контроллером,  во внутреннюю часть быстро вращающейся стальной формы.   
Состав материалов — это полиэфирная смола, рубленый ровинг из стекловолокна, кварцевый песок и мраморная мука.
Внутренний диаметр вращающейся формы является внешним диаметром готовой стеклопластиковой трубы. Это дает возможность получать трубу с точностью внешнего диаметра 0,1 мм.
Данный метод позволяет также делать стенку трубы более однородной и монолитной, избегать газообразных включений и расслоений.   
Так как отлить стенку трубы можно практически любой толщины, то композитные изделия повышенной кольцевой жесткости (SN до 1 000 000 Н/м²)  выдерживающие высокие осевые нагрузки трубы для микротоннелирования  изготавливаются преимущественно этим способом.

### Пултрузия
Пултрузия является высокопроизводительным способом производства стеклопластиковых труб и обеспечивает высокое качество наружной и внутренней поверхности. В то же время пултрузия имеет ряд ограничений:
- сложность реализации кольцевого армирования;
- сложность получения труб больших диаметров;
- сложность технологической реализации по сравнению с намоткой;
- необходимость применения специальных связующих с малым временем начального отверждения.

Пултрузия применяется для массового производства стеклопластиковых труб малых диаметров малых рабочих давлений сантехнического и отопительного назначения, а также в производстве стеклопластиковых удилищ.

### Экструзия
Экструзионные стеклопластиковые трубы не имеют сплошного регулярного каркаса арматуры. Связующее наполняется хаотично ориентированным рубленным стеклянным волокном. Такая технология проста и высокопроизводитела, но отсутствие сплошного армирование существенно ухудшает физико-механические характеристики труб. В качестве полимерной матрицы у экструзионных стеклопластиковых труб используются, в основном, термопласты (полиэтилен, полипропилен).

## Применение и эксплуатационные особенности
Актуальность и экономическая целесообразность применения стеклопластиковых труб определяется рядом их эксплуатационных особенностей по сравнению с трубами других типов.
- Стеклопластики характеризуются плотностью 1750—2100 кг/м3, при этом их прочность на растяжение лежит в пределах 150-350 МПа. Таким образом по удельной прочности стеклопластик сопоставим с качественной сталью и значительно превосходит по этому показателю термопластичные полимеры (ПНД, ПВХ).
- Стеклопластик обладает высокой коррозионной стойкостью, так как стекло и отвержденные термореактивные смолы (полиэфирная, эпоксидная), входящие в его состав, обладают низкой реакционной способностью. По этому показателю стеклопластик существенно превосходит черные и цветные металлы и сопоставим с нержавеющей сталью.
- Стеклопластик является трудногорючим, трудновоспламеняемым самозатухающим материалом с высоким значением кислородного индекса, так как негорючее стекло составляет в массе стеклопластика значительную долю. По этому показателю стеклопластик превосходит гомогенные и наполненные термопластичные полимеры.
- Стеклопластик является анизотропным материалом и его свойствами в заданных направлениях легко управлять, варьируя схему укладки волокон. Таким образом стеклопластиковые трубы могут быть выполнены с равным запасом прочности в осевом и кольцевом направлениях. В изотропных материалах при нагружении труб внутренним давлениям запас прочности в кольцевом направлении всегда в 2 раза меньше чем в осевом.
- Предел текучести стеклопластика близок к пределу прочности, по этой причине стеклопластиковые трубы значительно менее эластичны, чем стальные или термопластичные.
- Стеклопластик не сваривается. Соединения труб производятся с помощью фланцев, муфт, ниппель-раструбных соединений, клея.

Исходя из указанных особенностей сформировался ряд областей применения стеклопластиковых труб:

### Нефтедобыча
В нефтедобывающей промышленности стеклопластиковые трубы находят применение по причине высокой коррозионной стойкости в агрессивных средах (пластовые воды, сырая нефть, буровые и технологические растворы) по сравнению со сталью и высокой удельной прочности по сравнению с термопластичными полимерами.
Из стеклопластика изготавливают насосно-компрессорные и линейные (систем ППД) трубы диаметром до 130 мм на рабочие давления до 30 МПа, трубы для нефтесборных трубопроводов диаметром до 300 мм на рабочие давления до 5 МПа, трубы магистральные диаметром до 1200 мм на рабочие давления до 2,5 МПа.

### Угольная промышленность
В угольной промышленности существуют ограничения на применяемые в закрытых горных выработках материалы. Так правила безопасности в угольных шахтах устанавливают, что изделия из неметаллических материалов, находящиеся в закрытых горных выработках должны иметь кислородный индекс не менее 28%, быть трудногорючими, трудновоспламеняемыми (согласно ГОСТ 12.1.044), а продукты их горения не должны быть высокотоксичными. По указанным причинам применение полиэтиленовых и полипропиленовых труб в угольных шахтах невозможно. В то же время, стеклопластиковые трубы этим требованиям отвечают. Применение в шахтах стеклопластиковых труб целесообразно по ряду причин:
- малая масса, что весьма актуально, поскольку шахтные трубопроводы имеют большие диаметры (150—1200 мм) и монтируются, как правило, вручную;
- коррозионная стойкость в рудничной атмосфере;
- гладкая внутренняя поверхность, снижающая образование отложений угольной пыли и другой пыли, неизбежно присутствующей в транспортирумых средах;
- безопасность при взрывах метана, поскольку разрушение стеклопластика происходит без образования травмоопасных осколков.

### Жилищно-коммунальное хозяйство
Стеклопластиковые трубы нашли применение в ЖКХ, в основном, в качестве канализационных. Это связано с тем, что трубы канализации имеют диаметры порядка 600—2500 мм, работают без внутреннего давления в условиях внешних нагрузок от грунта и давления грунтовых вод. Высокая кольцевая жесткость стеклопластика позволяет создавать трубы для указанных условий.
Еще одним применение стеклопластиковых труб в ЖКХ являются мусоропроводы. В последние 10—15 лет стеклопластиковые трубы находят применение и в качестве дымовых на газовых котельных и ТЭЦ.

### Микротоннелирование
Стеклокомпозитные трубы российского производства также применяются для бестраншейной прокладки трубопровода, для микротоннелирования, бурошнекового бурения, прокола и иных методов продавливания.  Бестраншейные технологии  – позволяют осуществлять прокладку коммунальных подземных трубопроводов и трубопроводных систем разного диаметра без деструкции городских застроек, автодорог, кабельных сетей и пр. Микротоннелирование наиболее эффективно при прокладке на расстояния до 1,5 км и на больших глубинах до 80 метров в условиях городской инфраструктуры.